# Чёрная Урода
Чёрная Уро́да или Чёрная Урода́ (бел. Чорная Уро́да, Чо́рная У́рада) — озеро в Ушачском районе Витебской области Белоруссии. Относится к бассейну реки Дива. Входит в группу Ушачских озёр.

## Описание
Чёрная Урода расположена в 22 км к юго-востоку от городского посёлка Ушачи, в 1 км южнее деревни Величковцы.
Площадь поверхности озера составляет 0,53 км², длина — 1,6 км, наибольшая ширина — 0,43 км. Длина береговой линии — 4,3 м. Наибольшая глубина — 3,9 м, средняя — 2,2 м. Объём воды в озере — 1,2 млн м³. Площадь водосбора — 93,7 км².
Котловина остаточного типа, вытянутая с севера на юг. Склоны пологие, высотой 5—8 м, преимущественно распаханные. Северный и южный склоны низкие, частично заболоченные. Береговая линия сильноизвилистая. Берега низкие, пологие, в основном песчаные, местами заболоченные. Вдоль южного берега сформирована сплавина шириной 10—15 м. На востоке и юге имеется болотистая пойма. Мелководье узкое, песчаное. На глубине дно покрыто сапропелем.
Минерализация воды достигает 250 мг/л, прозрачность — 1,3 м. В озеро впадают река Бельская и вытекающий из озера Урода ручей Пракса. Вытекает ручей в озеро Отолово. Однако несмотря на проточность, водоём подвержен эвтрофикации и сильно зарастает.
В воде обитают карась, щука, окунь, плотва, линь, лещ и другие виды рыб, в том числе речной угорь.